# Tocantins (rivier)
De Tocantins (Portugees: Rio Tocantins) is een circa 2.500 kilometer lange rivier in Brazilië, die in de deelstaat Goiás ontspringt en in de deelstaat Pará (nabij Belém) in de Atlantische Oceaan uitmondt. In haar loop doet de rivier ook de staten Tocantins, waaraan zij haar naam geeft, en Maranhão aan.
De belangrijkste zijrivier, de Araguaia, is zo'n 2.600 km lang en heeft een debiet dat maar nauwelijks onderdoet voor dat van de Tocantins. Na de samenvloeiing met de Araguaia, op de grens van Maranhaõ, Tocantins en Parà, is de rivier afgedamd door de Tucuruídam, een van de grootste van Brazilië.
Hoewel geen echte zijrivier van de Amazone, wordt de Tocantins vaak wel als zodanig aangeduid omdat de monding van de Tocantins (dan de Pará genoemd), samenvalt met het zuidelijk gedeelte van de Amazonemonding.